# 山西影视集团
37°51′26″N 112°32′18″E / 37.85735°N 112.53843°E
山西影视集团，又称山西影视集团有限责任公司，是指中华人民共和国山西省财政厅直属的一家国有企业，也是山西省最大的影视公司。

## 沿革
其历史沿革可追溯至1958年成立的山西电影制片厂。2010年，中共山西省委、山西省人民政府决定“打造一批有实力、有竞争力、有影响力的国有或国有控股文化企业和企业集团，组建全省五大文化企业集团。2011年1月24日，省政府办公厅正式下文同意组建五大文化企业集团，即山西广电信息网络（集团）有限责任公司、山西广电传媒（集团）有限责任公司、山西影视（集团）有限责任公司、山西日报传媒（集团）有限责任公司、山西演艺（集团）有限责任公司。

## 旗下
山西影视（集团）有限责任公司整合以下公司：
- 山西电影制片厂有限公司
- 山西省电影公司
- 山西音像出版有限责任公司
- 山西广电影视艺术传媒有限公司